# Straat Haruku
Straat Haruku of Straat Haroekoe (Indonesisch: Selat Haruku), is een zeestraat in Indonesië in de provincie Molukken. De zeestraat scheidt het eiland Ambon ten westen, van het eiland Haruku in het oosten. Het water verbindt de Bandazee in het zuiden met de Straat Ceram in het noorden. De op Haruku gelegen plaatsen  Kabau en Haruku en de op Ambon gelegen plaatsen Tial en Waai liggen aan de Straat Haruku.